# CMLL Show Aniversario 82
CMLL Show Aniversario 82 fue un evento de pago por visión de lucha libre profesional producido por Consejo Mundial de Lucha Libre. Tuvo lugar el 18 de septiembre de 2015 desde la Arena México en Ciudad de México.
El evento presentó una Lucha de Apuestas en donde Atlantis y La Sombra donde ambos luchadores pusieron su máscara en juego, al final Atlantis cubrió La Sombra, forzando a La Sombra desenmascarar. El evento marcó la última lucha de Dark Angel. Angel se fue a finales de septiembre y se unió a WWE como la entrenadora.

## Resultados
- Disturbio, Puma y Virus derrotaron Esfinge, Fuego y The Panther.
  - Virus forzó a Fuego a rendirse con un «Kudo Driver».
- Los Revolucionarios del Terror (Rey Escorpión, Dragón Rojo Jr. & Pólvora) derrotaron a Máximo, Guerrero Maya Jr. y Stuka Jr.
  - Escorpión cubrió a Máximo después de un «Martinete».
- Dark Angel derrotó a Princesa Sugehit.
  - Angel forzó a Sugehit a rendirse con un «Argentine Backbreaker Rack».
  - Después de la lucha, Dark Angel se despidió del roster y el público de CMLL.
- El Sky Team (Místico & Valiente) y Dragon Lee derrotaron a La Peste Negra (Negro Casas, El Felino & Mr. Niebla).
  - Místico forzó a Mr. Niebla a rendirse.
- Shocker, Último Guerrero, Volador Jr. derrotaron a Los Ingobernables (Marco Corleone & Rush) y Thunder por descalificación.
  - Shocker, Guerrero y Volador fueron descalificado después de que Los Ingobernables golpearan al árbitro.
  - Después de la lucha, Rush continuo atacado a Volador.
- Atlantis derrotó a La Sombra (con Rush) en una Lucha de Máscara vs. Máscara.
  - Atlantis forzó a Sombra a rendirse con un «Sharpshooter».
  - Durante la lucha, Rush interfirió a favor de Sombra.
  - Como consecuencia, La Sombra perdió su máscara.
  - La identidad de La Sombra era: el luchador se llama Manuel Alfonso Andrade Oropeza y su lugar de origen es de Gómez Palacio, Durango.